# 贾题韬
贾题韬（1909年—1995年1月8日），号玄非，法名定密，男，山西洪洞人，中国象棋理论家、大乘佛教大师、藏传佛教大师。毕业于山西大学法学院法律系。1995年在四川省成都市圆寂。

## 生平
1909年（大清宣统元年），贾题韬出生在山西省洪洞县赵城（今今洪洞县罗云村），曾在太原第一中学读书，儿时就对象棋有着浓厚兴趣。
1925年11月，贾题韬荣获“山西省青年象棋比赛”的冠军。
1927年9月，贾题韬入读山西大学法学院法律系，后来得病，无意间看到佛教典籍，读过之后，疾病痊愈，自此开始信仰佛教。1931年，贾题韬大学毕业，留在学校教书，后出任山西省教育厅秘书。
1935年，释能海到山西省太原市讲经说法，贾题韬拜入释能海的门下，学习大乘佛教和藏传佛教。
1937年，大日本帝国全面侵华，山西大学被迫搬迁，贾题韬回到家里，卖掉家业组织了抗日游击队，后编入国民革命军第二战区司令部，贾题韬担任第二战区司令部秘书兼第六保安区中校军法官。
1938年，贾题韬因病退职，搬迁到成都，陆续在各中学执教，恰巧释能海在近慈寺，贾题韬经常去请教佛法。
1940年，贾题韬在成都和中国棋王谢侠逊对弈17局，贾题韬小胜。后来，贾题韬拜师赵升桥，学习道家。
1941年，贾题韬出版了著作《象棋指归》，后来在成都各大学讲学。
1943年，贾题韬和袁焕仙、朱之洪、但懋辛、萧静轩、傅真吾一起建立了“维摩精舍”。
1948年，贾题韬出任国民大会代表，中国人民解放军进入四川之后，贾题韬跟随解放军远赴西藏地区，在拉萨学习藏文和藏传佛教，建立了“江阳医学院”。
1965年，出任宗教事务委员会委员兼西藏佛教协会副秘书长。
1966年，文化大革命爆发，贾题韬被以“双料反革命”罪批斗、殴打等。
1979年返回成都市。1980年担任中国佛教协会理事。1981年担任四川省佛教协会常务理事兼副秘书长。1983年任四川省政协常委、中国人民政治协商会议第六届全国委员会委员。1987年任中国佛教协会常务理事。1988年任中国人民政治协商会议第七届全国委员会委员。
1995年1月8日，在四川省成都市圆寂。

## 个人生活
贾题韬曾师从释能海学习佛教，又曾和赵升桥学习道教，还曾远赴西藏研习藏传佛教，与格鲁派密悟格西为挚友。
贾题韬的弟子有：冯学成、严永奎、门世海等人。

## 作品

### 佛教
- 《论开悟》
- 《佛教与气功》
- 《贾题韬佛学论著》
- . 上海市: 上海古籍出版社. 2011: 258. ISBN 9787532560868.
- . 华夏出版社. 2009: 233. ISBN 9787508053929.

### 象棋
- 《象棋指归》
- 《象棋论坛》
- 《象棋残局新论》
- . 成都市: 成都时代出版社. 2009: 964. ISBN 9787807059783.